# 944

944(구백사십사)는 943보다 크고 945보다 작은 자연수다.

## 수학
- 합성수로, 그 약수는 총 10개다. (1, 2, 4, 8, 16, 59, 118, 236, 472, 944)
  - 944의 진약수의 합은 916이므로, 944는 부족수다.
- {\displaystyle 17^{29}-1}은 944로 나누어떨어진다.

## 과학
- NGC 944: 고래자리 방향에 있는 렌즈형 은하.

## 교통
- 944번 홋카이도도(일본어판)
- 주도 제944호선

## 문화유산
- 대한민국의 보물 제944호: 보성 유신리 마애여래좌상

## 기타
- 연도: 944년, 기원전 944년